# Amaurospiza concolor
Amaurospiza concolor е вид птица от семейство Cardinalidae.

## Разпространение
Видът е разпространен в Белиз, Колумбия, Коста Рика, Еквадор, Салвадор, Хондурас, Мексико, Никарагуа, Панама и Перу.